# Miguel Valls
Miguel Valls (Carcagente, 8 de mayo de 1671 – Pamplona, 23 de febrero de 1738) fue un compositor y maestro de capilla español de origen valenciano, conocido principalmente por su actividad musical en la Catedral de Pamplona.

## Biografía
Miguel Valls nació Carcagente, Valencia (España) el 8 de mayo de 1671. Se crio en Valencia y su aprendizaje musical tuvo lugar en Játiva, en 1686 fue admitido como niño cantor en la Catedral de Toledo. Allí, el Cabildo del lugar se hizo con un monacordio para que Valls aprendiera a tocarlo. Ya en 1704, dirigía la Capilla de Música de la Catedral donde se encontraba, después de que su maestro, Pedro de Ardanaz se jubilara. Ese mismo año fue nombrado, sin oposición previa, maestro de capilla de la Catedral de Pamplona, en Navarra. 
Aquí las relaciones con el Cabildo fueron complicadas, en especial debido a lo referente a la educación de los infantes. El Cabildo adoptó algunas medidas como encomendar los niños a otros educadores. Finalmente, en 1735, Valls quedó exonerado de sus obligaciones tanto de la educación como las restantes del magisterio. Mientras, hasta el nombramiento de un nuevo maestro, Andrés de Escaregui Mendiola y Andrés Gil se ocuparon de algunos deberes del magisterio. A pesar de todo, el músico mantuvo el título de maestro de capilla hasta su muerte en el año 1738.
Miguel Valls también intervino en la polémica desatada por la misa Scala Aretina (1702) de Francisco Valls, controversia que trajo el enfrentamiento entre los defensores de las reglas tradicionales con los partidarios de introducir innovaciones en música. Valls se mostró partidario de realizar cambios, y desde Pamplona envió una carta a Francisco Valls el 1719 mostrando su apoyo.
Murió  en Pamplona el 23 de febrero de 1738.

## Obra
De todas sus obras, solo se han localizado dos en la Catedral de Pamplona, de estética tardío-barroca y con abundancia del contrapunto-imitativo: 
- Misa de Difuntos a siete voces y acompañamiento (1715).
- La lección primera de difuntos Parce mihi (s.a.), a cuatro voces y acompañamiento[1]